# Bellegarde (Gers)
Bellegarde es una comuna y población de Francia, en la región de Mediodía-Pirineos, departamento de Gers, en el distrito de Mirande y cantón de Masseube.
Su población en el censo de 1999 era de 136 habitantes.
Está integrada en la Communauté de communes du Val de Gers.

## Demografía
| 232 | 203 | 165 | 148 | 150 | 136 |
| Para los censos de 1962 a 1999 la población legal corresponde a la población sin duplicidades (Fuente: INSEE [Consultar]) |     |     |     |     |     |